# しまうまプリント
株式会社しまうまプリント（英: SHIMAUMA Print Inc.）は、東京都新宿区に本社を置き、オンライン写真プリント、写真保存サービス「しまうまプリント」の事業を行う日本の企業である。
キタムラ・ホールディングスの完全子会社。
本項では2020年3月までしまうまプリントの事業を行い、その後ラボ（印刷）事業に特化した株式会社しまうまプリントラボ（旧社名：しまうまプリントシステム株式会社）についても扱う。

## 沿革
- 2007年（平成19年）5月 - 鹿児島県鹿児島市にて、前身となるダブルヴィジョン株式会社設立。
- 2010年（平成22年）5月 - ダブルヴィジョン株式会社の分社化により、鹿児島県日置市にしまうまプリントシステム株式会社を設立。
- 2012年（平成24年）11月 - カルチュア・コンビニエンス・クラブが株式を取得し、CCCグループの傘下へ 。
- 2013年（平成25年）8月 - カメラのキタムラと資本・業務提携。
- 2015年（平成27年）
  - 6月 - ネットプリントジャパン株式会社を子会社化。
  - 7月 - オンラインアルバムサービスを開始。
- 2016年（平成28年）
  - 8月 - ユーザー数が150万人に到達[1]。
  - 9月 - ネットプリントジャパン株式会社を吸収合併。
- 2019年（平成31年）4月 - キタムラ・ホールディングス発足に伴い、同社の完全子会社となる[2]。
- 2020年（令和2年）4月 - 「しまうまプリント」運営事業を株式会社しまうまプリントとして分社化。法人向けサービス事業を株式会社ラボネットワークに承継。ラボ事業に特化したしまうまプリントシステムは商号を株式会社しまうまプリントラボに変更[3]。
- 2021年（令和3年）3月31日 - キタムラ・ホールディングス発足以前の親会社だった株式会社CCCフォトライフラボを吸収合併[4]。

## 事業所
株式会社しまうまプリント 本社
東京都新宿区西新宿6-3-1 新宿アイランドウイング
鹿児島事業所（株式会社しまうまプリントラボ 本店・鹿児島ラボ）
鹿児島県日置市伊集院町清藤2110-29
熊本事業所（しまうまプリントラボ 熊本ラボ）
熊本県熊本市南区流通団地1丁目26
福岡事業所
福岡県福岡市博多区博多駅東2-17-5 A.R.Kビル3F

## フォトサービス

### フォトブック
文庫サイズ、A5スクエア、A5サイズ、A4サイズの4種類が用意されている。いずれも最大で144ページまでの印刷に対応している。フォトブックの仕上げとして、ライト、スタンダード、プレミアムハードの3種類が展開されている。

### 写真プリント
サイズは以下に示す10種類を展開しており、しまうまオリジナル、FUJICOLOR高級プリント、プロ仕上げの3種類の仕上げがある。
- ましかく
- DSC
- L
- LW
- KG
- 2L
- 6切
- ワイド6切
- 4切
- ワイド4切

### 年賀状
銀塩写真を貼付した「写真仕上げ」と、レーザープリンターで印刷された「印刷仕上げ」の2種類を展開。喪中はがきと寒中見舞いも用意されており、毎年秋頃からのシーズン商品として販売される。

## 特殊パッケージ
プリント写真、フォトブックなどは、防水、防湿加工が施されたパッケージに封入されて配送される。表面にフィルムが貼られた薄型の豆腐パッケージのような構造をしている。

## テレビCM出演者

### 現在
- 菊池風磨(Sexy Zone)（2020年10月 - ）[5]

### 過去
- 横山だいすけ（2018年 - 2019年）[6][7]